# 埃斯帕尔蒂纳斯
埃斯帕尔蒂纳斯，是西班牙安达卢西亚自治区塞维利亚省的一个市镇。总面积23平方公里，总人口5798人（2001年），人口密度252人/平方公里。